# 第三次ハリコフ攻防戦
第三次ハリコフ攻防戦（だいさんじハリコフこうぼうせん）は、1943年2月19日から3月まで、ハリコフを中心にウクライナで行われたドイツ軍とソ連軍の戦闘のことである。ドイツではドネツ戦役と呼ばれ、ソ連側ではドンバス・ハリコフ作戦と呼ばれている。ドイツの反撃によりハリコフとベルゴロドは再奪還された。

## 背景

### ソ連軍の攻勢（1月末〜2月中旬）
1943年の初め、ソ連軍がスターリングラードでドイツ第6軍を包囲し、さらにドン川へと攻勢をかけた事でドイツ軍の戦線は崩壊の危機を迎えていた。1943年2月2日、第6軍司令官フリードリヒ・パウルス元帥が降伏、9万にも及ぶ将兵がソ連軍の捕虜となり第6軍は壊滅した。スターリングラードでの枢軸軍の損害の合計は捕虜も含め、12万から15万にも及んだ。1942年を通してのドイツ軍は人的損害を190万人近く出し、1943年の初めにドイツ軍は東部戦線において軍の定員を47万人も下回る人数しか補充できなかった。バルバロッサ作戦開始時、ドイツ軍は3300両の戦車を保有していたが、1月22日時点で東部戦線の全戦線に残っていたのはわずか495両だった。これらの戦車は大半が旧式のもので、しかも東部戦線全体に分散していた。ソ連軍ドン方面軍がスターリングラードでドイツ軍を撃滅した後、スタフカはヴォロネジからロストフまで進軍しドイツA軍集団を包囲する作戦を発動した。一方北部ではデミャンスク東方に形成されていたドイツ軍突出部・中部にあたるスモレンスク東方のドイツ軍に攻撃を加え、3月中に奪還した。
1月29日、ドニエプル川まで進出した南西方面軍がドイツドン軍集団とA軍集団の後方を遮断してクリミア半島へ追い詰める事を目的とした「早駆け作戦」が発動された。続いて2月2日、ソ連ヴォロネジ方面軍が弱体化したドイツB軍集団に攻勢をかけ、ハリコフの奪還を狙う「星作戦」を発動させた。ヴォロネジ方面軍は第3戦車軍を、南西方面軍は第6軍と臨時に編成されたマルキアン・ポポフ少将率いるポポフ戦車軍を先鋒とし、南方面軍は5個軍を先頭にしてそれぞれの目標へと進撃していった。この行動の目的はドイツ軍南方3個軍集団(A・B・ドン)の包囲殲滅であった。星作戦の結果、ソ連軍はベルゴロド、ハリコフ、クルスクを奪還し、さらにポポフ少将率いる4個戦車旅団がドイツ軍の背後を取るためにドネツ川を渡って進軍した。
2月6日、ドン軍集団司令官エーリッヒ・フォン・マンシュタイン元帥が総統大本営でアドルフ・ヒトラーと今後の作戦構想において会談し、ドネツ地域にソ連軍を引き入れて流動的な防御を行うことを主張した。それに対してヒトラーは、ドン川下流の湾曲部に沿う「バルコニー」突出部のドネツ地域全体は何としても保持しなければならないと主張して、マンシュタインの主張を認めなかった。

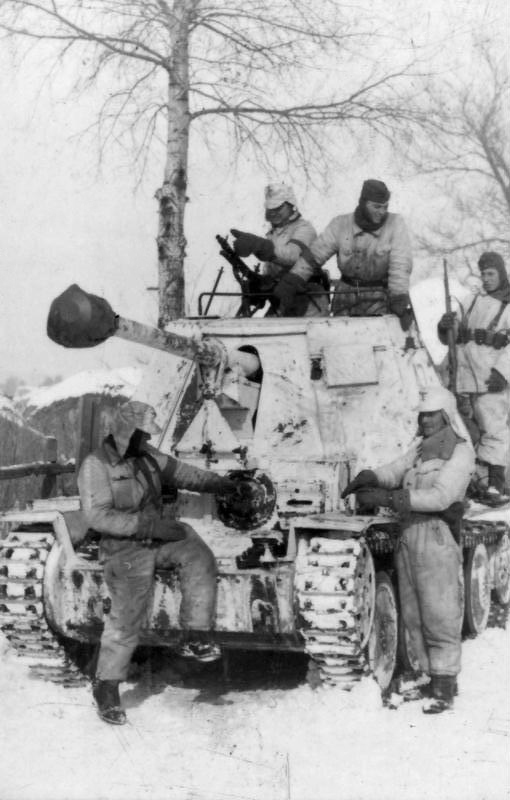
1943年ハリコフ付近の第1SS装甲師団の兵士たち

2月中旬、戦況はさらに悪化しており、A軍集団はカフカスから後退し、ホリト軍支隊と南方軍集団（2月11日ドン軍集団を改称、同月14日にB軍集団を吸収。司令官はマンシュタイン）の第4装甲軍は突出部にあるミウス川以東地域から後退していた。2月9日にはソ連軍はクルスク＝ベルゴロド=ハリコフ北部のラインまで前進した。2月15日、2個戦車旅団がドニプロ川下流のザポロジェに迫った。ザポロジェはクリミア方面への最後の要衝であり、南方軍集団司令部および第4航空艦隊司令部が駐留していた。2月13日、ヒトラーはハリコフ死守を命じたが、15日にSS装甲軍団がハリコフから撤退しソ連軍によって16日に奪還された。ヒトラーは直ちにマンシュタインがいるザポロジェに飛んだ。ヒトラーとの会談で、マンシュタインはハリコフへの即時反撃は効果が無いが突出したソ連軍の側面を装甲部隊で攻撃すればハリコフを再占領することはできると主張した。2月19日、ソ連軍戦車部隊はドイツの戦線を破りザポロジェに接近した。戦況が悪化する中でヒトラーはマンシュタインに作戦上のフリーハンドを与えた。ヒトラーがザポロジェを離れた時、ソ連軍はザポロジェの飛行場まであと約30kmの地点まで迫っていた。2月19日の時点で、南西方面軍はドニエプル川目前まで前進していた。
ソ連軍は星作戦の次の作戦としてギャロップ作戦を発動させた。この作戦はルガンスクとイジュームを奪還することでドイツ軍をドネツ川流域から追い出す事を目的とした。スタフカはこの作戦による南部戦線の勝利で大祖国戦争を勝利することができると考えた。
ドイツ第6軍の降伏により、スターリングラードを包囲していた6個軍がコンスタンチン・ロコソフスキーの元で再編成され、さらに第2戦車軍と第70軍によって強化された。これらの戦力はドイツ中央軍集団と南方軍集団の繋ぎ目であるハリコフに再配置され、ドンバス作戦に用いられた。この作戦はデスナ川を渡りドイツ中央軍集団を攻撃してオリョール突出部のドイツ軍を包囲殲滅する作戦であった。もともとは2月12日から15日の間に作戦が開始される予定だったが、部隊の展開が遅れたためスタフカは2月25日に作戦を延期した。その間にソ連第60軍はドイツ第2装甲軍の第4装甲師団をクルスクから追い出そうとし、同時にドイツ第2装甲軍団をドイツ軍の側面へと向かわせた。このロコソフスキーの攻撃によりドイツ軍の前線に60kmほどの裂け目が生じた。ソ連第14軍と第48軍は第2装甲軍の右翼を攻撃し、わずかに前進した間、ロコソフスキーは2月25日に攻勢を開始、ドイツ軍の戦線を突破し突出部の南で第2装甲軍とドイツ第2軍の間を分断して包囲網を形成しつつあった。しかしドイツ軍の予想外の抵抗によりこの作戦は大幅に遅れ、ロコソフスキーは中央と左翼で限定的な前進しか行えなかった。一方でソ連第2戦車軍団はドイツ軍後方を160km前進することに成功し、それに伴いソ連軍の側面の距離は100 kmも増加した。
ソ連軍の攻勢は続いたが、マンシュタイン元帥は第3SS装甲擲弾兵師団によって強化されたSS装甲軍団を用いれば反撃できると判断した。しかし、ヒトラーは補充が完了していない７つの装甲師団および自動車化師団の使用しか認めなかった。ヴォルフラム・フォン・リヒトホーフェン元帥指揮下の第4航空艦隊は部隊を再編成し、出撃回数を1月の250回から2月には1000回に増加させ、ドイツ軍の航空優勢を確保した。2月20日、ソ連軍はザポロージャに対して無謀な進軍を行い、これがドネツ戦役として知られるドイツの反撃の狼煙となる。

## 戦闘序列
1943年1月13日から4月3日にかけて、ソ連軍では推定約500,000名がヴォロネジ＝ハリコフ攻勢として知られる作戦に参加していた。東部戦線全体では6,100,000名が従軍していたが、659,000名が負傷のため戦闘不能であった。一方ドイツ軍では東部戦線全体で2,200,000名が従軍しており、またノルウェーに100,000名の兵士が駐屯していた。2月初め、ソ連軍はドイツ軍と比較して2倍以上の兵員を展開していた。しかし、この戦いの間の戦線の拡大と損害の増加により、マンシュタインによる反撃が始まった時、ドイツは局地的に数の優位を活かすことができた。例として戦車の数を比較するとドイツ軍の戦車は350輌、ソ連軍に比べて7対1で勝っており、物資と燃料の補給もドイツ軍の方が良好だった。

### ドイツ軍の戦力

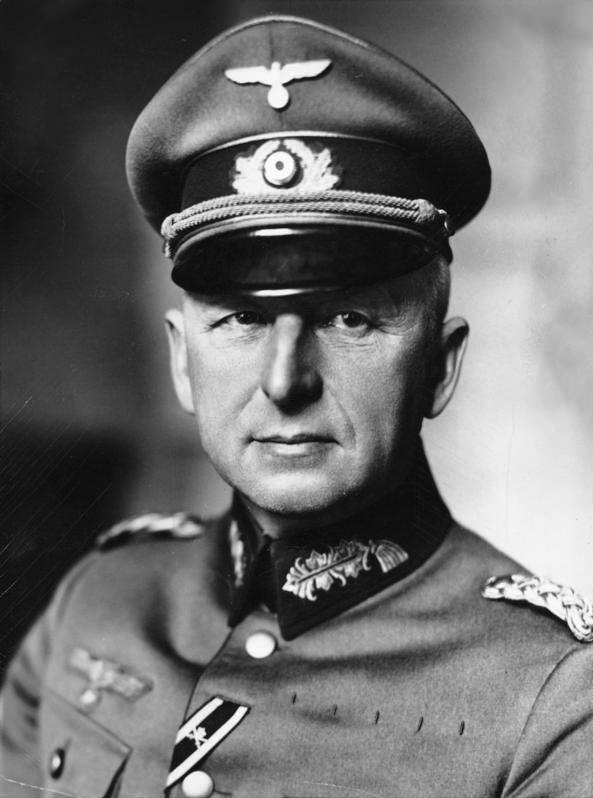
エーリッヒ・フォン・マンシュタイン元帥は第三次ハリコフ攻防戦の南方軍集団の司令官であった。

反撃開始時、マンシュタインは第48装甲軍団とSS装甲軍団からなる第4装甲軍および、第40装甲軍団と第57装甲軍団からなる第1装甲軍を有していた。第48装甲軍団は第6および第11、第17装甲師団、SS装甲軍団は第1SSおよび第2SS、第3SS装甲擲弾兵師団から構成されており、2月初めのSS装甲軍団の戦力はおよそ20,000名ほどであった。第4装甲軍と第1装甲軍はソ連軍突出部の南方に位置していた。SS装甲軍団はこの突出部の北部に展開しており、南方軍集団の北部の戦線を維持していた。
ドイツ軍はおよそ70,000名の兵力を有していたのに対し、ソ連軍は210,000名を有していた。ドイツ軍の戦力は低下しており、特に1942年6月から1943年2月の青作戦の損害は深刻であったため、ヒトラーは80万人の新兵を補充することを目的にカイテル、ラマース、ボルマンの3名による委員会を発足させた。このうち、半数は「非基幹産業」から集める予定であった。この人員補充の効果は1943年の5月になってもあまり見られなかったものの、ドイツ軍の戦力はバルバロッサ作戦開始以来最大の950万名の兵力を確保した。
1943年の初め、ドイツ軍は重度の損害に悩まされた。装甲師団が100台以上の戦車を持つ事はあまりなく、平均で70台か80台の戦車しか使う事が出来なかった。ハリコフの戦いの後、グデーリアンはドイツ軍の機械化を推進する計画を開始した。グデーリアンの努力にもかかわらず、ドイツの装甲師団は本来の戦力を13,000名から17,000名の編成で構成している所を、10,000名から11,000名しか充足することが出来なかった。6月までに各装甲師団に100台から130台の戦車を配備した。SSの師団は一般的には他の師団より状態が良く、150台の戦車と自走砲大隊を持ち、歩兵と偵察部隊はトラックにより自動化され、19,000名の編成で構成されていた。この時、ドイツ戦車の大半が未だにIII号戦車とIV号戦車によって構成されていたが、第2SS装甲擲弾兵師団にはティーガーIが配備された。
第4装甲軍はヘルマン・ホト上級大将、第1装甲軍はエバーハルト・フォン・マッケンゼン大将の指揮下にあった。第6、11、17装甲師団はそれぞれ、ヴァルター・フォン・ヒューナースドルフ、ヘルマン・バルク、フリードリーン・フォン・ゼンガー・ウント・エッターリンによって率いられていた。SS装甲軍団はパウル・ハウサーSS上級大将によって指揮されていた。

### ソ連軍の戦力
1943年1月終わりから2月初めにかけて、ドイツ南方軍集団に対する守りとしてブリャンスク方面軍およびヴォロネジ方面軍、南西方面軍を含む前線のソ連軍の強化が開始されたこれらの戦線の部隊はそれぞれマークス・レイテル、フィリップ・ゴリコフ、ニコライ・ヴァトゥーチンによって率いられていた。2月25日、ロコソフスキーの中央方面軍がこの戦いに加わった。

## 経過

### ドイツ軍の第一次反攻（2月19日〜3月6日）
ドイツ軍側はB軍集団を解消し、マンシュタインのドン軍集団と合わせて南方軍集団へと改編した。第1装甲軍も南方軍集団へ移され、クライスト上級大将指揮下のA軍集団は第17軍のみ隷下に置いてクバニ橋頭堡へ撤収して、東部戦線南方の組織的な再編を完了した。一方でソ連軍は急進撃による補給不足が次第に深刻化しており、特にポポフ戦車軍は「全ての車両、動かず」という悲鳴のような状況報告を行っていたが、ドイツ軍戦線は崩壊状態にあると状況を誤認した南西方面軍はさらなる進撃を強要していた。
2月19日にヒトラーがザポリージャの南方軍集団司令部を訪問し、マンシュタインに即時のハリコフ奪還と戦線の死守を要求するが、マンシュタインは南方軍集団の背後に侵入しつつあるソ連軍先鋒の撃破を優先するよう説得をしていた時、ザポリージャ近郊ポルタヴァにソ連軍が出現したという情報が入った。その結果ヒトラーはザポリージャから退避することになり、マンシュタインに作戦指導を一任する。こうしてフリーハンドを得たマンシュタインは即刻反撃を命じた。
まずミウス川以東地域から後退したホリト軍支隊を、ミウス川沿いに配置して、ソ連軍南方面軍の5個軍の進撃を阻止させ、第4装甲軍を南方軍集団左翼に、北カフカスから後退した第1装甲軍を秘密裏に南方軍集団右翼に配置変更して、ドニプロ川へと伸び切った南西方面軍を第4装甲軍のSS装甲軍団が西方、第4装甲軍の第48装甲軍団が南方、第1装甲軍の第40装甲軍団が東方の3方向から突入して攻撃を開始。この攻撃で南西方面軍は、ポポフ戦車軍、第6軍、第1戦車軍が壊滅的な打撃を受けて包囲殲滅され壊走した。この反撃により、ドイツ軍は3月始めにはドネツ川＝ミウス川の線までソ連軍を押し戻した。

### ドイツ軍の第二次反攻（3月初旬〜中旬）、クルスクの戦いへ

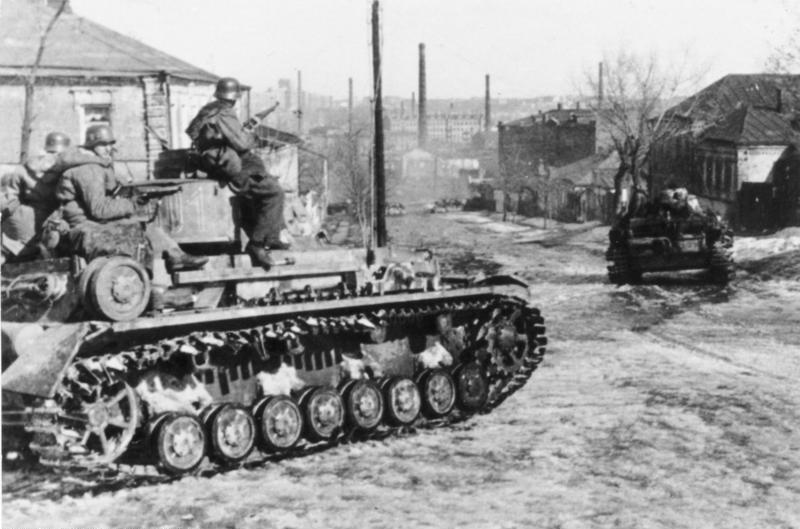
1943年3月、ハリコフに入るSS装甲軍団配下の第2SS装甲師団ダス･ライヒ所属のIV号戦車。

3月7日、南西方面軍を包囲殲滅した第4装甲軍の第48装甲軍団とSS装甲軍団は、ヴォロネジ方面軍の側面を攻撃する為にハリコフ方面に、同じ目的でケンプ軍支隊が、ベルゴロド方面に前進を開始。ソ連軍は西方へ進撃していた第3戦車軍を呼び戻してハリコフの防衛に当たらせるが、側面を攻撃されたことによりヴォロネジ方面軍の第3戦車軍、第40軍、第69軍が撃破され、逆に包囲の危機に晒されて壊走した。15日にはハリコフを奪還され、3月中旬にはドイツ軍はベルゴロドも回復した。こうして、スターリングラードの包囲以降続いていたドイツ軍南翼の危機は回避され、むしろソ連軍南翼が崩壊状態に追い込まれた。
次はクルスクで突出している部分へ攻勢をかけるべきであったが、春の泥濘期に入ったこと、突出部北部の中央軍集団が冬期戦の目処がついたことによって部隊の休養を宣言したことなどがあり、双方の軍事行動は一旦中止された。
ドイツ軍はこのクルスク突出部を攻撃する「ツィタデレ作戦」を5月初旬に開始する事を決めていたが、延期に延期が続き、7月からのクルスクの戦いでは十分に整えられたソ連軍の備えに苦しみ、敗退する事になる。

## 結果
これらの戦いで赤軍は戦死者を45,200名、戦傷者を41,200名ほど出した。1943年の4月から7月の間にソ連軍は軍の再編成を進め、後にクルスクの戦いとして知られるドイツ軍の再攻勢に備えた。この戦いでのドイツ軍の損害を推測する事はSS装甲軍団の調査結果以外からは難しいが、武装親衛隊の各師団は最も激しい戦いが行われていた時点に展開しており、3月17日までにSS装甲師団は160名の将校と4300名の徴兵した兵士を失い、おおよそ戦力の44％を失った。軍事歴史家のべヴィン・アレクサンダーはドイツにとって第三次ハリコフ攻防戦は東部戦線での最後の大きな勝利であると記述している。
ハリコフでの勝利の後、ヒトラーには2つの戦略が提案された。1つ目は後手を取るもので、第三次ハリコフ攻防戦で行った事をクルスクで再現するものであった。いずれ来るソビエトの攻勢に備えて待機し、一度赤軍に進軍させた後、敵の後方に反撃を行い、包囲してしまうものであった。2つ目は先手を打ち、中央軍集団と南方軍集団によって、クルスクの突出部を包囲するものであった。最終的にはヒトラーの判断により、先手を打ち、クルスクの戦いが生じた。

## 題材とした作品

### ボードゲーム
- 『マンシュタインの切り札』（国際通信社 コマンドマガジン132号）
- 『ドイツ戦車軍団』 「ハリコフ攻防戦」（国際通信社 ジャパン・ウォーゲーム・クラシックス第3弾）
- 『ドイツ南方軍集団』「星作戦」（SPI。ホビージャパン（タクテクス51号）、サンセットゲームズから日本語版出版。）
- 『von Manstein's Backhand Blow』（GMT Games）